# Селиваниховский сельский округ
Селиваниховский сельский округ — упразднённая административно-территориальная единица, существовавшая на территории Егорьевского района Московской области в 1994—2006 годах.
Заболотьевский сельсовет был образован в первые годы советской власти. По данным 1923 года он входил в состав Егорьевской волости Егорьевского уезда Московской губернии.
В 1925 году к Заболотьевскому с/с был присоединён Хохлевский сельсовет.
16 ноября 1926 года из Заболотьевского с/с были выделены Хохлевский и Назаровский с/с.
В 1926 году Заболотьевский с/с включал деревни Назарово, Папкино, Селиваниха, Сурово, Фирстово и Хохлево, Селивановскую школу и железнодорожную будку.
В 1929 году Заболотьевский с/с был отнесён к Егорьевскому району Орехово-Зуевского округа Московской области.
10 марта 1939 года из Заболотьевского с/с в Акатовский с/с было передано селение Батраки.
28 декабря 1951 года из упразднённого Акатовского с/с в Заболотьевский с/с было передано селение Батраки.
14 июня 1954 года к Заболотьевскому с/с был присоединён Хохлевский с/с. При этом центр Заболотьевского с/с был перенесён в селение Селиваниха.
26 декабря 1956 года Заболотьевский с/с был переименован в Селиваниховский сельсовет.
27 августа 1958 года из Клеменовского с/с в Селиваниховский были переданы селения Абрютково, Акатово и Жучата.
15 апреля 1959 года из Саввинского с/с в Селиваниховский были переданы селения Болдино, Забелино, Незгово, Палкино и Таняевская.
22 апреля 1960 года из Селиваниховского с/с в Саввинский с/с были возвращены селения Болдино, Незгово и Таняевская, а в Клеменовский с/с были переданы селения Забелино, Палкино и Хохлево.
1 февраля 1963 года Егорьевский район был упразднён и Селиваниховский с/с вошёл в Егорьевский сельский район. 11 января 1965 года Селиваниховский с/с был передан в восстановленный Егорьевский район.
3 февраля 1994 года Селиваниховский с/с был преобразован в Селиваниховский сельский округ.
11 марта 2003 года к Селиваниховскому с/о был присоединён Бережковский сельский округ.
В ходе муниципальной реформы 2004—2005 годов Селиваниховский сельский округ прекратил своё существование как муниципальная единица. При этом все его населённые пункты были переданы в городское поселение Егорьевск.
29 ноября 2006 года Селиваниховский сельский округ исключён из учётных данных административно-территориальных и территориальных единиц Московской области.